# Sebastien Faure (futebolista)
Sébastien Faure (Lyon, 3 de janeiro de 1991) é um futebolista francês que atualmente defende o Lyon.